# Piè di pagina

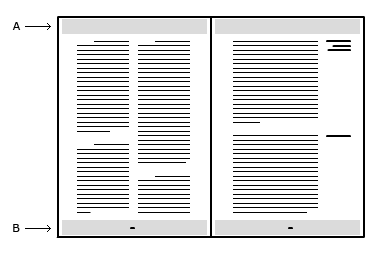
Doppia pagina (pari e dispari) in cui sono evidenziati gli spazi riservati alle intestazioni (A) e ai piè di pagina (B).

In tipografia, il piè di pagina è la parte della pagina stampata posizionata sotto il testo vero e proprio.

## Descrizione
Nei libri a stampa più antichi, ossia negli incunaboli, quando le pagine e i fogli spesso non erano numerati, il margine di piede o margine inferiore conteneva il richiamo, cioè l'anticipazione delle prime sillabe o della prima parola della pagina successiva. Successivamente diventa lo spazio riservato al numero del foglio o della pagina, che però era di preferenza posizionato nel margine di testa o margine superiore della pagina, dove in progresso di tempo verranno inseriti anche elementi come il titolo corrente (cioè il titolo del libro o del capitolo ripetuto per più pagine di seguito), il nome dell'autore o altre informazioni. Nella grafica moderna si verifica una certa interscambiabilità tra l'intestazione, o testatina, e il piè di pagina.
Il piè di pagina è anche lo spazio tradizionalmente riservato alle note, chiamate in questo caso "note a piè di pagina" per distinguerle dalle note disposte alla fine di ciascun capitolo o in chiusura dell'intero libro. Mentre, quando la pagina è composta di solo testo, lo spazio del piè di pagina è generalmente fisso, quando invece si inseriscono le note a piè di pagina, tale spazio aumenta di più o di meno in base alla quantità e alla lunghezza delle note stesse.
Nelle edizioni bilingui di un'opera il testo originale è il più delle volte posto a fronte della traduzione, ma può anche essere collocato, in carattere minore, sotto la traduzione: si parla allora di traduzione col "testo originale a piè di pagina".
Nelle applicazioni di desktop publishing il piè di pagina viene indicato spesso con i termini inglesi footer o page footer, che comunque individuano sempre l'analogo spazio nella parte bassa di una pagina visualizzata su un computer o su un altro dispositivo informatico. La maggior parte dei software inseriscono automaticamente nel piè di pagina il numero di pagina, la data e l'ora di creazione o di modifica del documento, dati che ovviamente possono essere rimossi o cambiati. Volendo, infatti, vi si possono aggiungere anche il logo o la denominazione dell'azienda, il nome dell'autore del testo, il titolo o altre indicazioni utili (link, copyright, indirizzi, numeri di telefono ecc.) che verranno poi ripetute automaticamente su tutte le pagine che compongono il documento (con possibilità di differenziare la prima pagina da quelle successive, le pagine di una sezione/capitolo da quelle delle altre sezioni/capitoli, le pagine pari da quelle dispari). Lo stesso discorso vale anche per il margine di testa o margine superiore della pagina, cioè per l'intestazione o testatina, mentre un software apposito provvede all'inserimento numerato delle note nel piè di pagina o in chiusura di volume.  Nel web il footer si trova nella parte inferiore di una pagina Web e contiene generalmente informazioni di primaria importanza che devono essere visibili in ogni pagina di un sito Web, come ad esempio la Privacy Policy e le informazioni sul copyright.